# Andorra la Concursul Muzical Eurovision

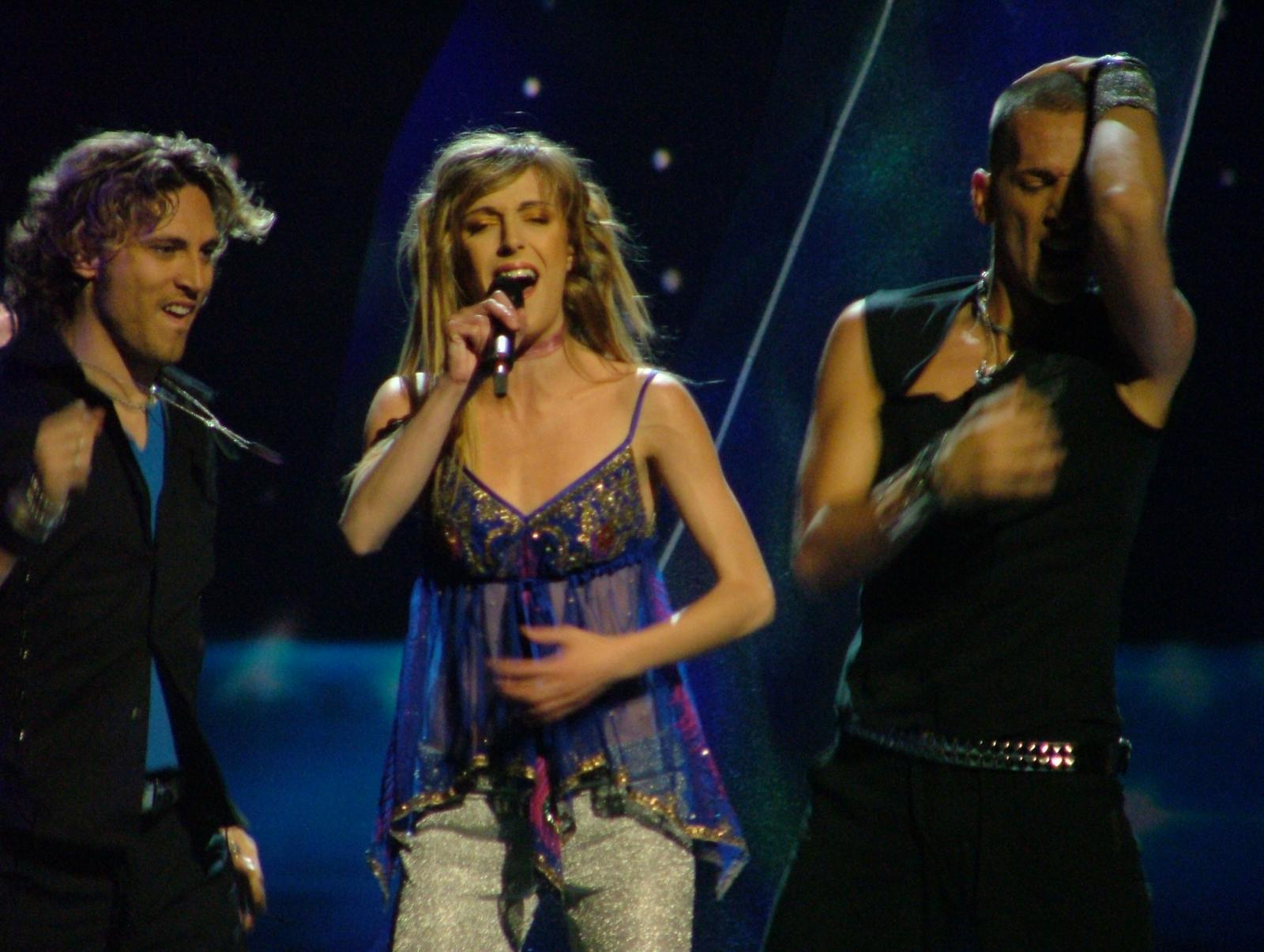
Marta Roure la Istambul (2004)

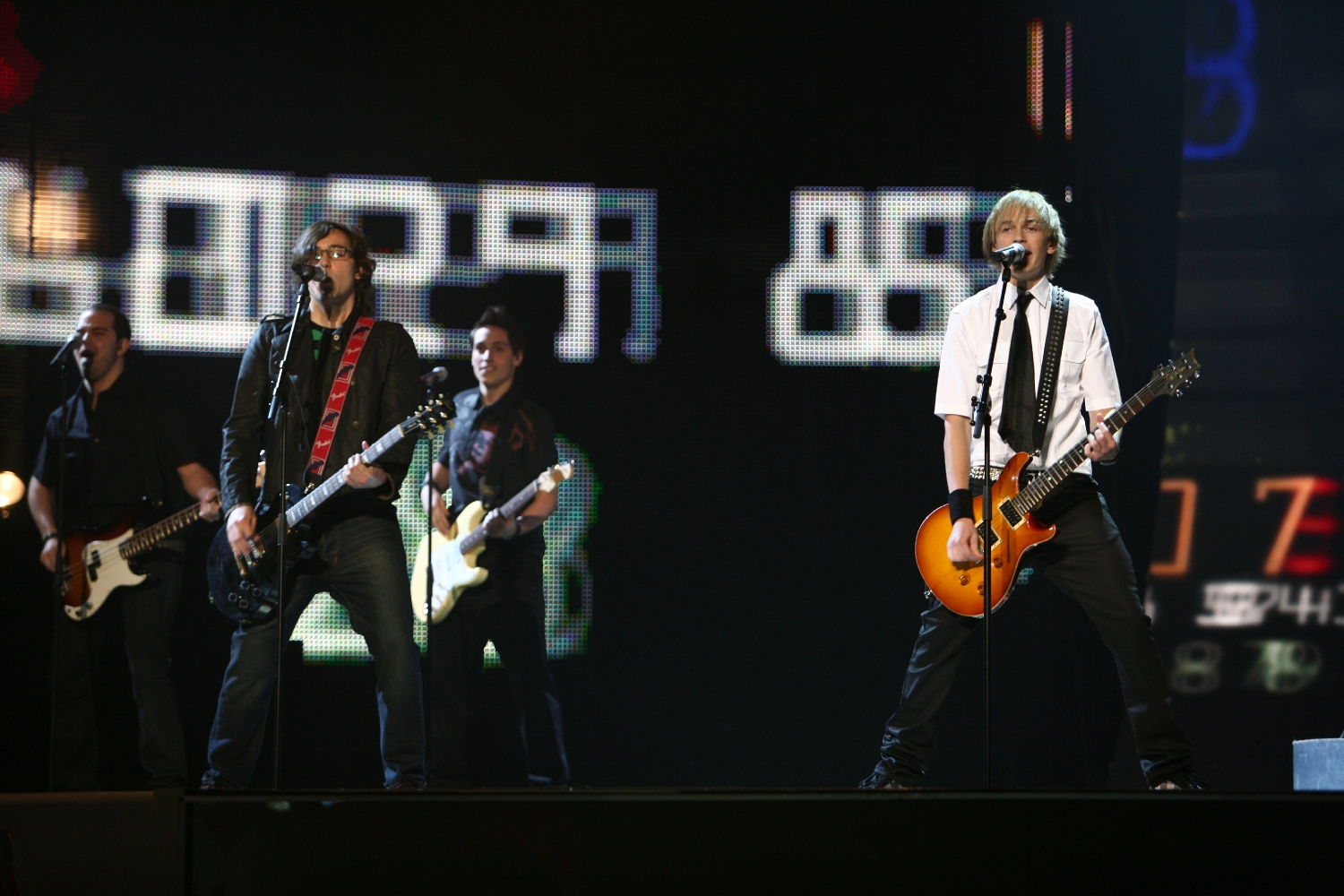
Anonymous la Helsinki (2007)

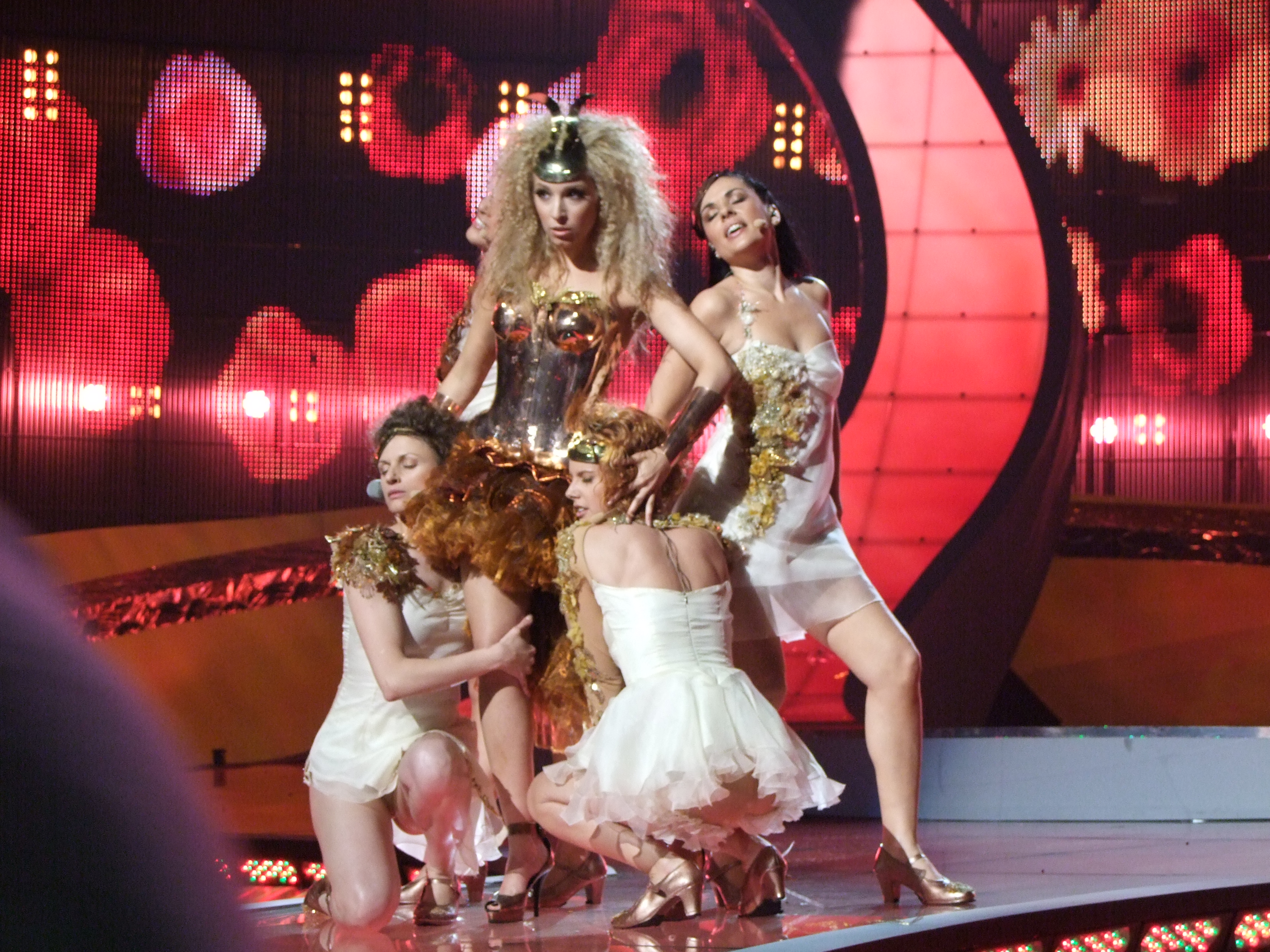
Gisela la Belgrad (2008)

Andorra a participat la Concursul Muzical Eurovision de șase ori, debutând în anul 2004. Interesul de a participa în competiție al Andorrei a fost mare, deși radioteleviziunea locală, Ràdio i Televisió d'Andorra (RTVA), nu a difuzat showul decât de cațiva ani. Majoritatea pieselor au fost cântate in catalană. Andorra nu s-a calificat niciodată în finala competiției.

## Istoric
Andorra a apărut în concurs exact când s-a introdus o semifinală, din cauza numărului mare de țări participante, fiind debutantă a trebuit să concureze în semifinală, prima piesă a Andorrei a fost Jugarem a estimar-nos, interpretată de către Marta Roure. La afișarea rezultatelor, Andorra nu s-a aflat printre cele 10 finaliste și nu s-a calificat pentru seara finalei.
În decembrie 2009, RTVA a anunțat că Andorra ar renunța la concursul din 2010 din cauza lipsei de fonduri în vederea selecției unei piese pentru concurs.

## Participări
| An   | Gazda    | Artist            | Titlu                          | Finala           | Puncte           | Semifinala | Puncte |
| ---- | -------- | ----------------- | ------------------------------ | ---------------- | ---------------- | ---------- | ------ |
| 2004 | Istanbul | Marta Roure       | "Jugarem a estimar-nos"        | Nu s-a calificat | Nu s-a calificat | 18         | 12     |
| 2005 | Kiev     | Marian van de Wal | "La mirada interior"           | Nu s-a calificat | Nu s-a calificat | 23         | 27     |
| 2006 | Atena    | Jenny             | "Sense tu"                     | Nu s-a calificat | Nu s-a calificat | 23         | 8      |
| 2007 | Helsinki | Anonymous         | "Salvem el món"                | Nu s-a calificat | Nu s-a calificat | 12         | 80     |
| 2008 | Belgrad  | Gisela            | "Casanova"                     | Nu s-a calificat | Nu s-a calificat | 16         | 22     |
| 2009 | Moscova  | Susanne Georgi    | "La teva decisió (Get a Life)" | Nu s-a calificat | Nu s-a calificat | 15         | 8      |